# Солнечная звезда
Солнечная звезда (англ. Heliaster helianthus) — вид морских звёзд из семейства Heliasteridae отряда педицелляриевых морских звёзд. Встречается на мелководных скалистых местообитаниях и в зарослях водорослей в восточной части Тихого океана у западного побережья Южной Америки у берегов Эквадора, Перу и Чили.

## Описание
Многолучевая морская звезда, количество лучей обычно составляет от 28 до 39, а общий диаметр обычно составляет от 16 до 20 см. Аборальная (верхняя) поверхность коричневая с красноватыми бугорками, а оральная (нижняя) поверхность белая или желтовато-белая. Диск широкий, косточки (пластинчатые компоненты в коже) в проксимальных частях лучей (ближайших к диску) соединены с косточками соседних лучей соединительной тканью, образуя межлучевые перегородки. Поэтому только небольшая часть каждого луча свободна, а остальная часть, по-видимому, образует часть диска.

## Ареал и места обитания
Солнечная звезда обитает в юго-восточной части Тихого океана, вдоль западного побережья Южной Америки. Её ареал включает побережье Эквадора, Перу и Чили, это единственный вид рода Heliaster, обитающий в Чили, где его легко заметить на камнях на мелководье.

## Экология
На солнечную звезду охотится морская звезда Meyenaster gelatinosus из семейства Asteriidae. Как правило, мелкие особи съедаются целиком, а крупные особи невосприимчивы к нападениям, но особи среднего размера теряют лучи из-за автотомии. Поймав добычу, Meyenaster gelatinosus выворачивает свой желудок на несколько лучей своей жертвы, которые в ответ на нападение автотомизируются. Когда это происходит, лучи отделяются не в той точке, где они становятся свободными, а выше — у своих оснований. В то же время происходит разрыв соединительной ткани, соединяющей лучи с соседними, что указывает на присутствие там слоя непостоянного коллагена.

## Размножение
Раздельнополые, размножаются яйцами, оплодотворение которых происходит в морской воде.

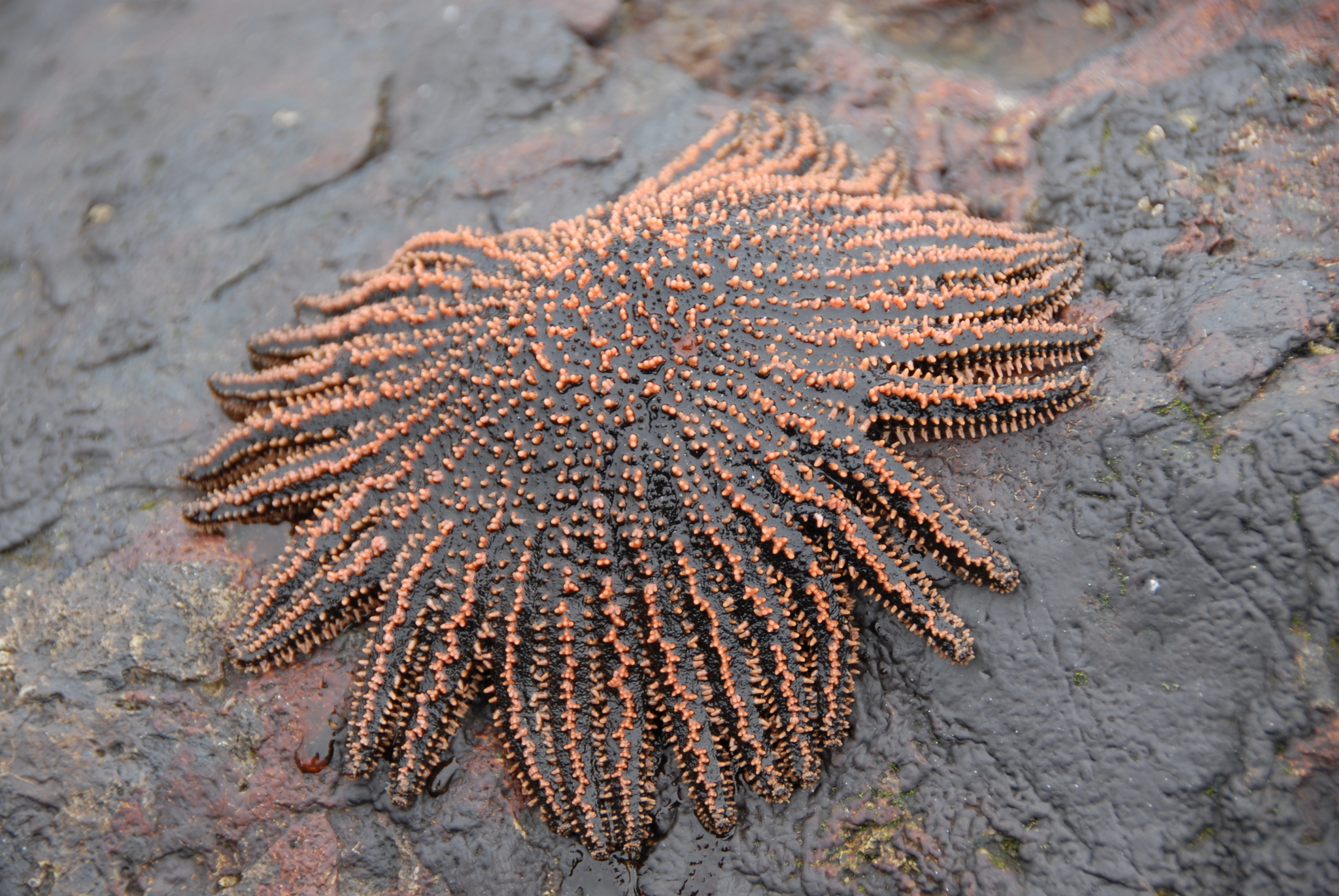
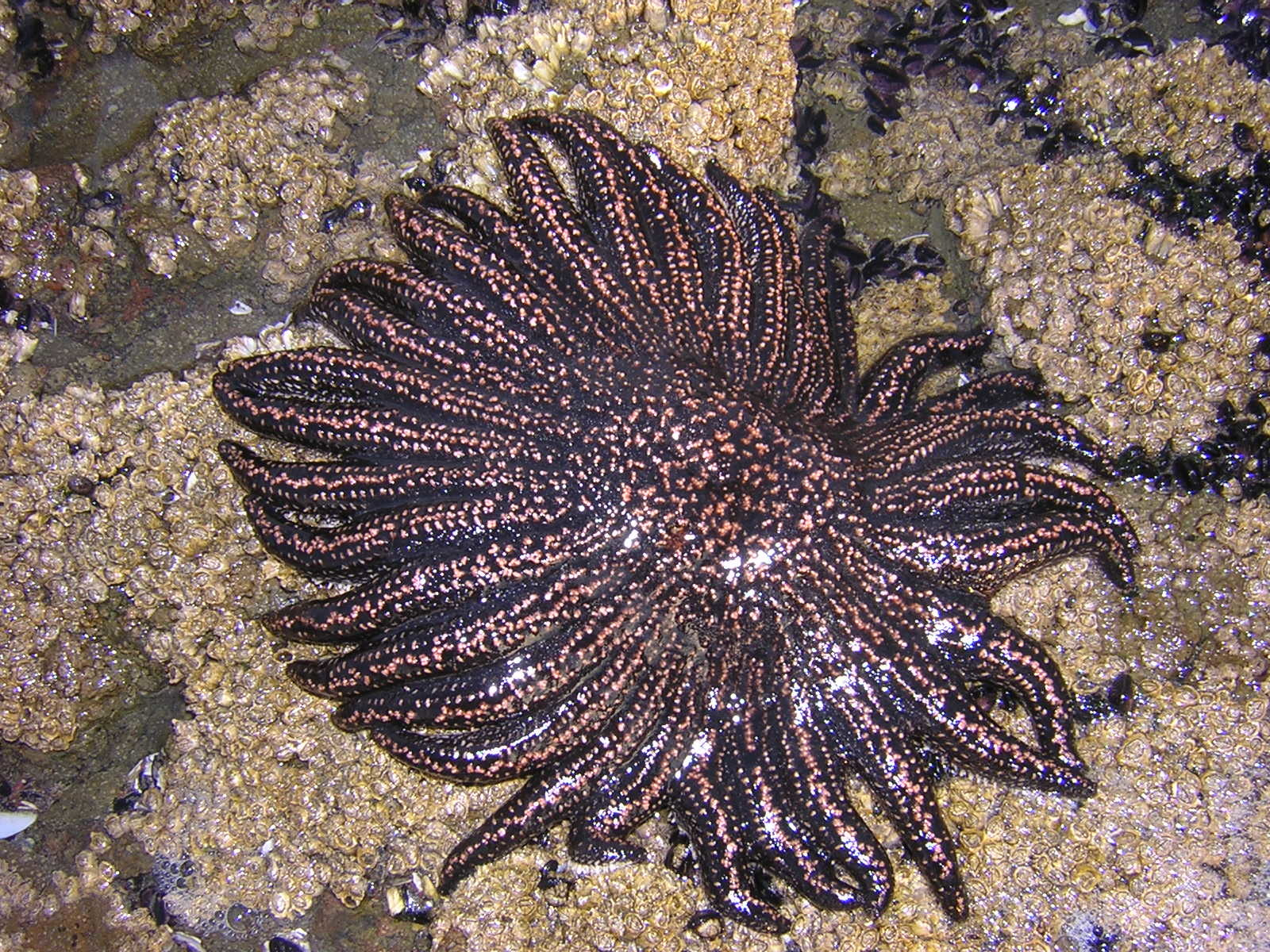
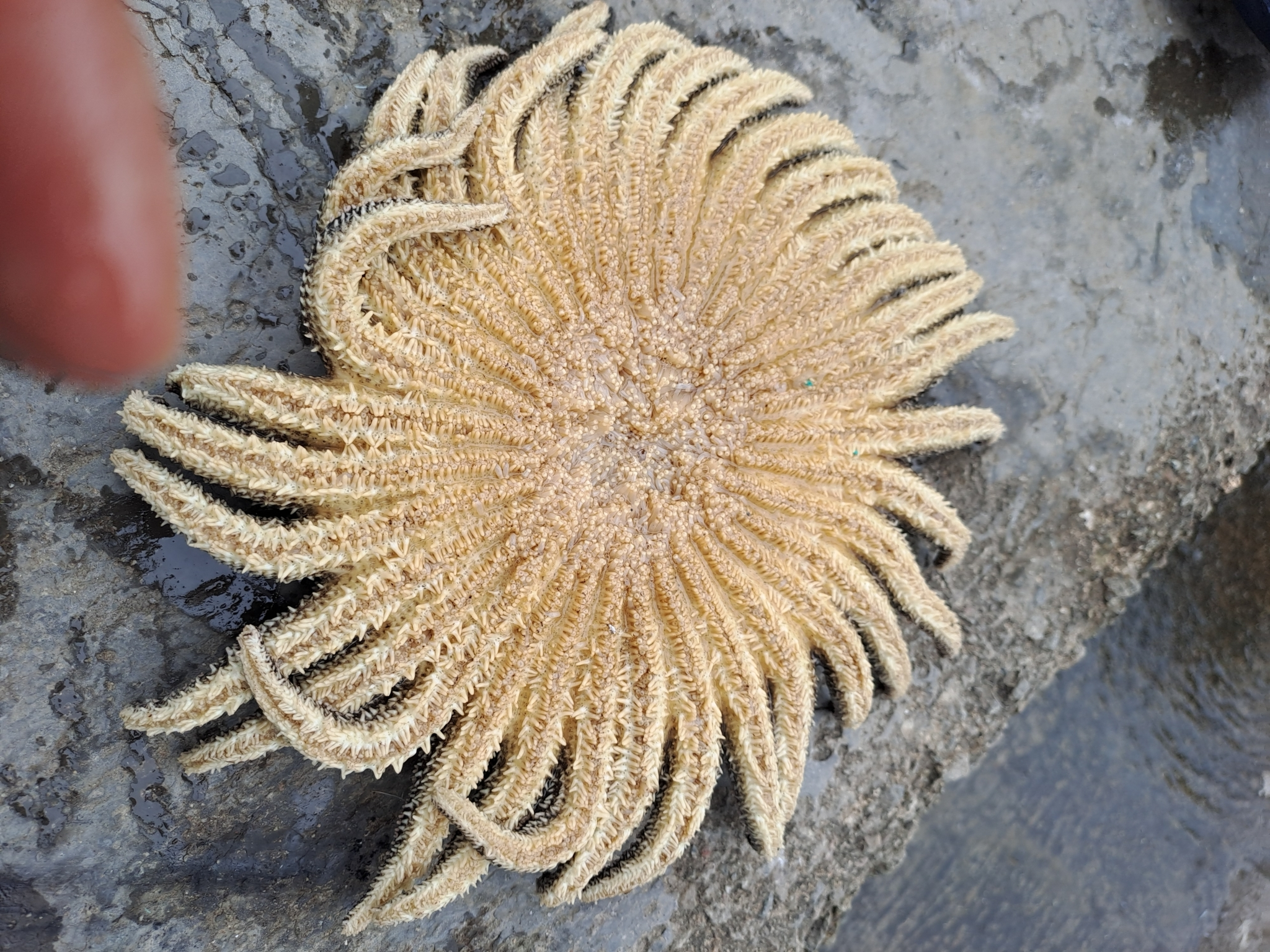
Нижняя (оральная) сторона солнечной звезды
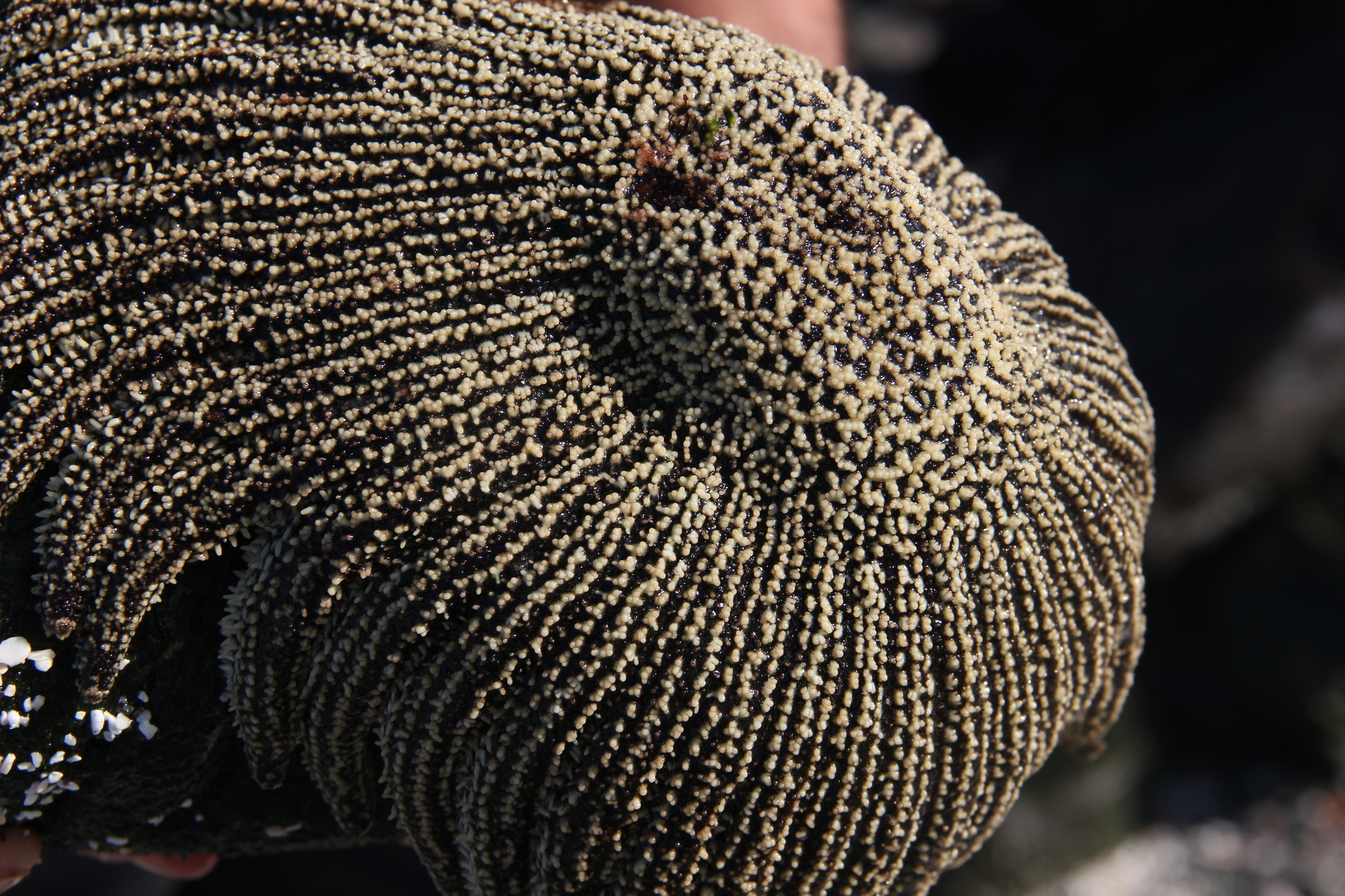
Верхняя (аборальная) сторона